# 小行星8661
小行星8661（英語：8661 Ratzinger）是一颗围绕太阳公转的小行星。1990年10月14日，卢茨·D·施耐德、佛蒙特·伯根在陶腾堡发现了此天体。
这颗小行星的绝对星等为84.68858253798032等。